# Euthraulus sumbarensis
Euthraulus sumbarensis is een haft uit de familie Leptophlebiidae. De wetenschappelijke naam van de soort is voor het eerst geldig gepubliceerd in 1984 door Kluge.
De soort komt voor in het Palearctisch gebied.